# Cladonia arbuscula

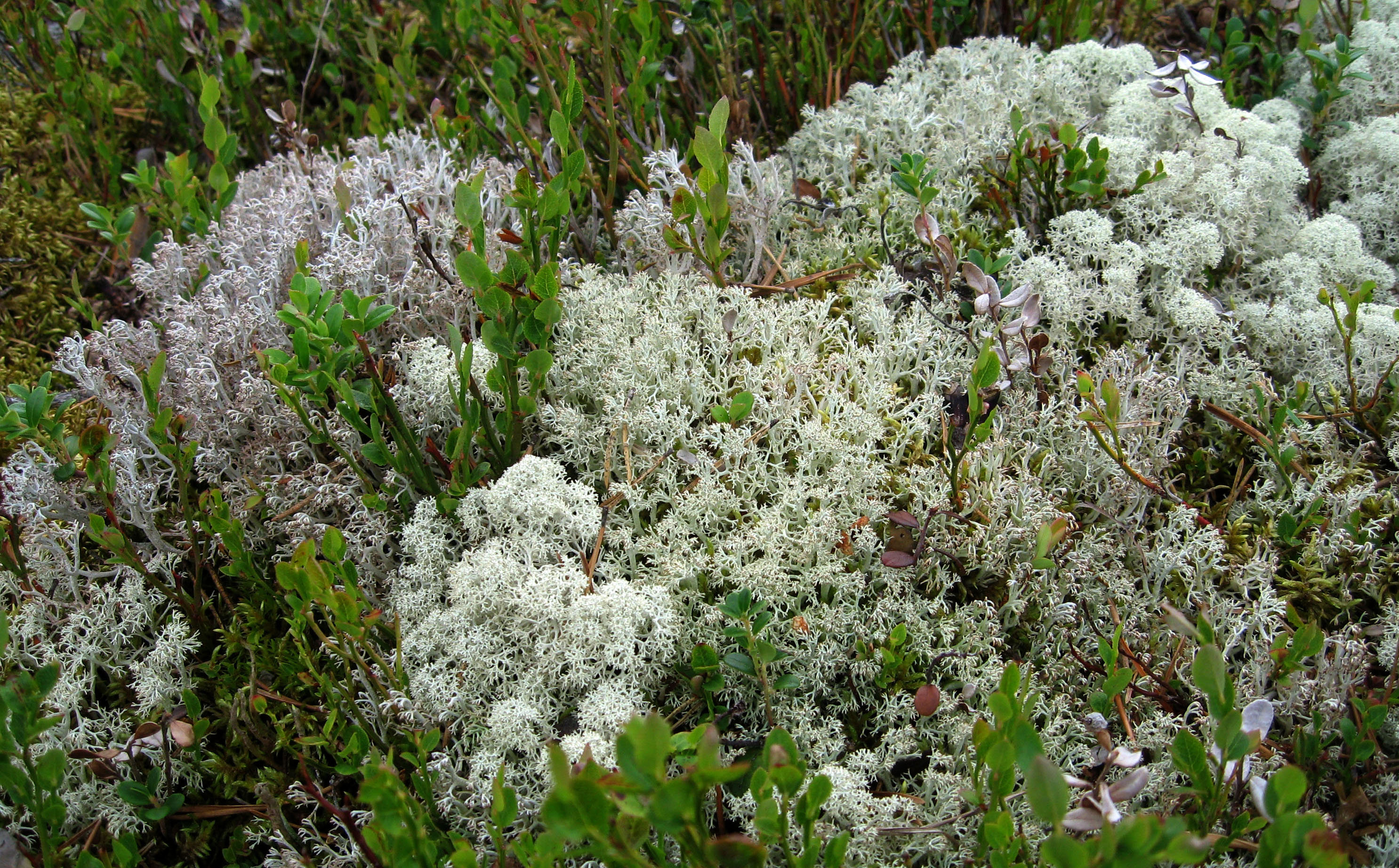
Cladonia arbuscula tillsammans med grå renlav (Cladonia rangiferina) och fönsterlav (Cladonia stellaris).

Cladonia arbuscula är en lavart som först beskrevs av Carl (Karl) Friedrich Wilhelm Wallroth, och fick sitt nu gällande namn av Flot. Cladonia arbuscula ingår i släktet Cladonia och familjen Cladoniaceae.

## Underarter
Arten delas in i följande underarter:
- arbuscula (gulvit renlav)[5]
- mitis (mild renlav)[5]
- boliviana
- imshaugii
- pachyderma